# Torre Stark
O Complexo Stark foi construído inicialmente como um edifício de negócios de classe mundial para complementar a área financeira de Midtown Manhattan. O prédio está localizado nas proximidades de Columbus Circle, em Manhattan, cerca de 10 quarteirões ao norte do Edifício Baxter, sede da equipe de super-heróis do Quarteto Fantástico. Foi inaugurado depois de quatro anos de construção. Apesar da visão de Stark, do auge da arquitetura moderna e não do potencial inquilino, ele queria contar com escritórios dentro do edifício brilhante devido à pose de Stark como Homem de Ferro e sua associação com os Vingadores. Independente da maravilha que fosse o edifício, os empresários temiam que o prédio fosse destruído por ataques alienígena; como evidenciado pelas muitas vezes que a sede do Quarteto Fantástico foi destruída. Então Stark decidiu que ele teria que ser usado para algo, então ele doou os três pisos superiores para sua equipe Os Vingadores.
A torre é composta por algumas das tecnologias mais avançadas do mundo e é construído com materiais quase indestrutíveis. Cada parede interior e exterior é feito de Vibranium e concreto armado, as janelas também são praticamente indestrutíveis embora uma vez o Homem Aranha jogou Wolverine por uma, pois Logan havia provocando Peter dizendo que Mary Jane tinha um caso com Tony Stark. Acredita-se que Stark obteve o reembolso da empresa que fez a janela.
Além de vários alojamentos luxuosos da Torre, ela contém laboratórios técnicos, laboratórios médicos, um grande arsenal, O "Hall de Armaduras" do Homem de Ferro, além de um grande suporte que abriga duas das mais recentes Quinjets (a terceira foi destruída na Terra Selvagem).
Os três últimos andares foram originalmente projetados para ser a residência de Stark, no entanto, eles foram mais tarde transformados em uma sede e resistência para vários vingadores.
Durante o programa da "Lei de Registro de Super-Humanos", a Torre Stark serviu como a principal base de operações da força-tarefa do governo liderado pelo Homem de Ferro que foi encarregado de cumprir a lei. Neste momento, os Vingadores se dividiram deixando Tony Stark para os Poderosos Vingadores que continuaram a ocupar os níveis mais altos da Torre Principal. Durante os eventos de Hulk Contra o Mundo, uma violenta batalha entre Hulk e Homem de Ferro causou a destruição da Torre Stark.
A Torre foi reconstruída por Stark, tornando propriedade da S.H.I.E.L.D. Mais tarde, depois que Norman Osborn assumiu S.H.I.E.L.D e a rebatizou de M.A.T.E.L.O ele também assumiu a propriedade da Torre. Tempos depois a Torre voltou para Tony Stark por Steve Rogers, que substituiu Osborn com o novo diretor da S.H.I.E.L.D.
Durante o ataque do Esquadrão Serpente, Hulk Vermelho lutou contra um dos Esquadrão Serpente, Angrir, durante a luta, Angrir destruiu a Torre Stark. Mais tarde depois da batalha, Stark reconstruiu a Torre.
Tempo depois, a torre foi reconstruída com um novo design e abriu para ser sede novamente para os Vingadores, bem como para abrigar parte dos laboratórios e instalações da S.H.I.E.L.D.

## Outras Mídias

### Televisão
- Torre Stark aparece em The Avengers: Earth's Mightiest Heroes, embora ela seja vista em alguns episódios já que a base da equipe é na Mansão dos Vingadores. A Torre é destaque no episódio "Sozinho Contra I.M.A
- Em Avengers Assemble, a Torre dos Vingadores é usada para os heróis treinarem e viver depois da destruição do Mansão dos Vingadores na estréia da série. Sua remodelagem aparece após sua aparição no filme dos Vingadores e na quinta temporada com a remodelagem de Vingadores: Era de Ultron.

### Cinema
- A Torre Stark é apresenta como um local em Os Vingadores. Recentemente construída por Tony Stark, ele é alimentado por seu próprio "Reator Ark" independente, capaz de sustentar a torre por um ano, sem qualquer custo para a cidade. Sustentabilidade, foi o único poder da torre que inspirou Loki a selecionar a torre como uma localização privilegiada para usar o Tesseract para abrir um buraco da minhoca para trazer o seu exército para a Terra. Após a batalha entre as forças de Loki e os Vingadores, os níveis superiores da torre foram destruídos, juntamente com a maioria do letreiro "Stark" que adornava um lado da torre (a letra que resta é um A, como um símbolo para Avengers (Vingadores em português)). Tony e Pepper Potts são visto mais tarde com planos de reformulação da Torre Stark, mostrando os dormitórios que estarão disponível para cada Vingador, representado por um símbolos de cada herói mostrado em diferentes andares (são seis dormitórios, um símbolo sendo mais visível do escudo do Capitão América).
- Um design remodelado da Torre Stark, agora conhecida como Torre dos Vingadores, aparece em Capitão América: O Soldado Invernal. Esta torre é muito semelhante ao visto em Os Vingadores, mas apresenta várias alterações, incluindo um hangar de aviões e o letreiro com o sinal de STARK foi substituídos por um A, logotipo dos Vingadores [2] .                                                                                                       * Em Vingadores 2 a torre está pronta e operando,ela conta com laboratórios,hangares e um lugar de concerto e armazenamento da Legião de Ferro.

### Jogos Eletrônicos
- A Torre Stark é uma base de operações no jogo Marvel: Ultimate Alliance.
- A Torre Stark é um nível completo no jogo do Justiceiro.
- A Torre Stark é também um edifício no jogo "The Incredible Hulk" e pode ser destruída.
- A Torre Stark é destaque em Spider-Man: Web of Shadows..
- A Torre Stark aparece em Marvel: Ultimate Alliance 2 como o principal hub durante o Act 1.
- Uma sala que se assemelha a Torre Stark pode ser visitada no Marvel Super Hero Takeover.
- A Torre dos Vingadores é a sede principal do jogo Marvel Heroes. Heróis jogáveis e não jogáveis, bem como agentes da S.H.I.E.L.D. podem ser vistos na torre.
- O jogo Lego Marvel Super Heroes também incluiu um nível onde você tem que impedir Aldrich Killian e Mandarim de dominar a Torre Stark. Depois de concluído o nível que você pode desbloquear o traje Hulkbuster no heliporto.No modo livre existe um nível em que o jogador participa de uma festa na Torre Stark.

- No jogo Lego Vingadores,a torre aparece como em Vingadores 2:Era de ultron.É possível entrar nela!
- No jogo Marvel Spider Man de ps4 a torre aparece como um edifício de Nova York.